# Mammea sinclairii
Mammea sinclairii är en tvåhjärtbladig växtart som beskrevs av Kostermans. Mammea sinclairii ingår i släktet Mammea och familjen Calophyllaceae. Inga underarter finns listade i Catalogue of Life.